# Sparganium emersum
Sparganium emersum é uma espécie de planta com flor pertencente à família Typhaceae (anteriormente à família Sparganiaceae). 

## Taxonomia
A autoridade científica da espécie é Rehmann, tendo sido publicada em Verhandlungen des Naturforschenden Vereins in Brünn 10: 80. 1871.

## Portugal
Trata-se de uma espécie presente no território português, nomeadamente os seguintes táxones infraespecíficos:
- Sparganium emersum subsp. emersum - presente em Portugal Continental. Em termos de naturalidade é nativa da região atrás referida. Não se encontra protegida por legislação portuguesa ou da Comunidade Europeia.